# Jacques-Léonard Maillet

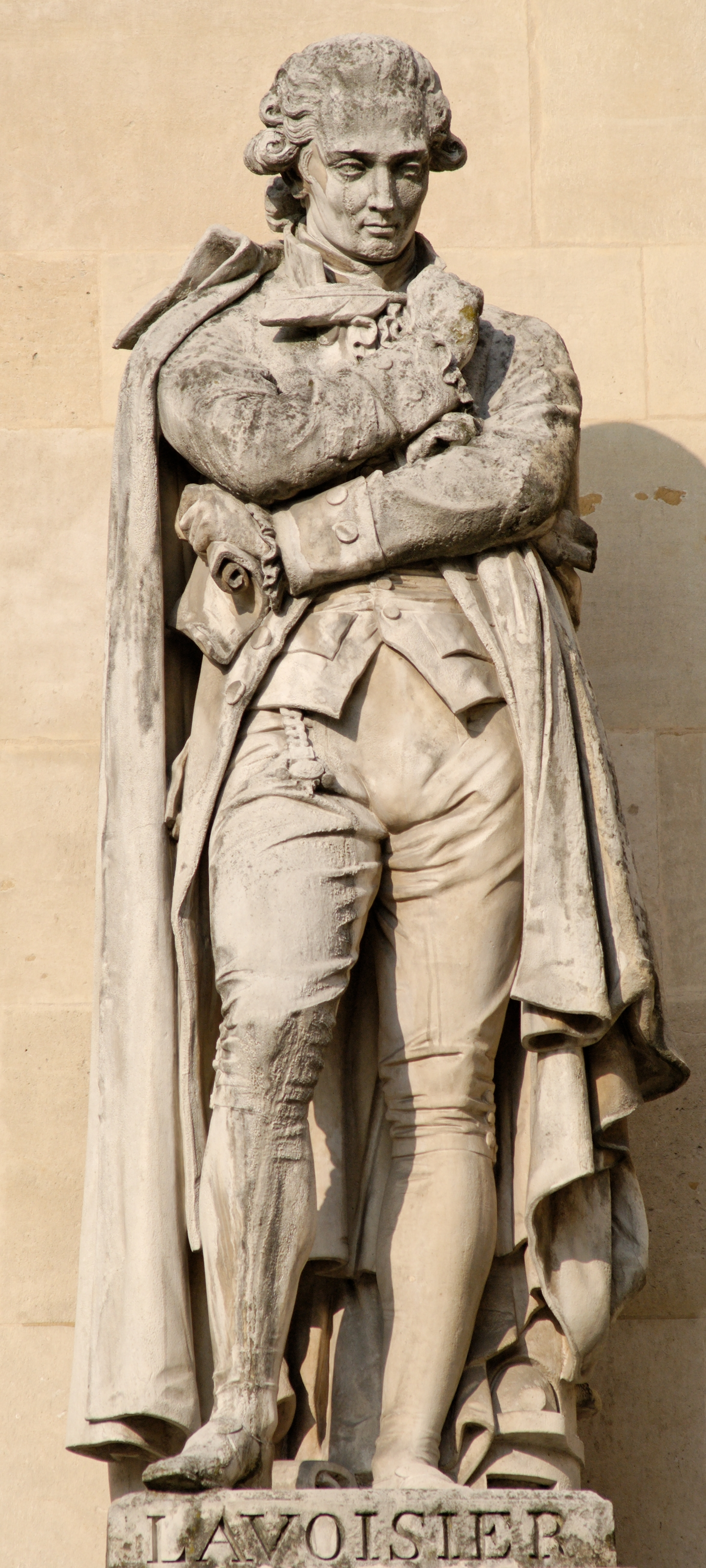
Lavoisier en la fachada del Cour Napoléon, Louvre.

Jacques-Léonard Maillet (12 de julio de 1823 - 14 de febrero de 1894) fue un escultor académico francés de modesta reputación, sus temas son de estilo neoclásico y de inspiración bíblica; especializado en encargos públicos, la mayoría de estos compromisos fueron programas decorativos de escultura arquitectónica, requerida por la grandiosa obra pública característica de las obras del Segundo Imperio, que incluía retratos conmemorativos de héroes de la cultura francesa. Además, proporcionó modelos para el trabajo de orfebre.

## Biografía
Maillet nació en París, hijo de un menuisier, o tallador de muebles y paneles, de la clase trabajadora del distrito, el Faubourg Saint-Antoine.
Su formación más temprana se inició en una escuela de dibujo en el Faubourg Saint-Antoine, anterior a su ingreso en la École des Beaux-Arts a la edad de diecisiete años, el 1 de octubre de 1840. donde estudió con Jean-Jacques Feuchère, el heredero de Pierre-Philippe Thomire y fabricante oficial del mobiliario en bronce de Napoleón; ganador de un segundo premio de Roma, en 1841. Alumno entonces de James Pradier, de quién absorbió su particular estilo , combinanda un tratamiento neoclásico con temas sentimentales y un gusto por el género, pero desarrolló una reputación por su exceso de confianza en la pereza.
En 1847 recibió el primer Grand Prix de Rome con una composición inspirada en el tema dado, Telémaco llevando de regreso las cenizas de Hippias a Phalantes y permaneció cuatro años ref>26 de enero de 1848 al 31 de diciembre de 1851, como pensionista en la Academia Francesa en Roma, que fue el inicio de todas las carreras públicas de los escultores del siglo XIX en Francia. Una carta de Gustave Flaubert registra la bienvenida que le obsequiaron, junto a Maxime Du Camp.
También estaba interesado en los aspectos técnicos del arte, e inventó un proceso de policromía de producción masiva de objetos.
En 1851, regresó a Francia, donde se casó con Adrienne Désirée Vare, el 31 de diciembre de 1856; tuvieron tres hijas antes de su separación; Mme. Maillet trasladó a sus hijas a Précy-sur-Oise. Tras el fallecimiento de su esposa, Maillet contrajo matrimonio con la poeta Jenny Grimault Touzin, por entonces demasiado enferma para moverse de su domicilio.
Al morir, en 1853, fue enterrado en el Cementerio del Père-Lachaise, París, sin ningún monumento que marque el lugar.
Entre 1864 y 1865 una de sus esculturas fue empleada por el arquitecto Viollet-le-Duc, en el monumento conmemorativo erigido en memoria de Napoleón Bonaparte y sus cuatro hermanos. El proyecto fue un encargo de Napoleón III. El conjunto está formado por una estatua ecuestre de Napoleón, obra de Antoine Louis Barye; las estatuas que representan a Luis y José son obra de Jean Claude Petit, las de Lucien y Jérôme Bonaparte de Émile Thomas y Jacques Léonard Maillet respectivamente. El monumento se levanta en la plaza del general de Gaulle de Ajaccio. ·

## Trabajos seleccionados
- Agripina y Calígula, Salón de 1853; su primera participación en un salón, ganó una medalla de primera clase
- Lavoisier, para el Cour Napoleón del Louvre.
- La Abundancia 1860 para el Cour Carrée del Louvre, París.
- Agrippine portant les cendres de Germanicus, (Agripina portando las cenizas de Germánico) Salón de 1861.